# Tom Pepper
Tom Pepper (Des Moines 24 augustus 1975)
is een programmeur die vooral bekend is voor zijn samenwerking met Justin Frankel voor de uitvinding van het Gnutella peer-to-peer systeem. Hij heeft samen met Frankel het bedrijf Nullsoft opgericht, met als bekendste programma Winamp. Nullsoft werd in mei 1999 overgenomen door AOL. Na deze overname hebben ze Gnutella ontwikkeld. Pepper heeft nog tot oktober 2004 hier gewerkt en werkte nadien nog samen met Frankel aan onafhankelijke projecten als Ninjam.